# (26760) 2001 KP41
2001 كي بي 41 (ويعرف أيضًا باسم (26760) 2001 كي بي 41 وفق تسمية الكوكب الصغير) (بالإنجليزية: 2001 KP41)‏ هو كويكب ضمن حزام الكويكبات؛ وترتيبه 26760 من حيث الاكتشاف.
اكتُشف هذا الجُرم الفلكي بواسطة بحث لنكولن عن الكويكبات القريبة من الأرض في 23 مايو 2001.

## وصلات خارجية
- (26760) 2001 KP41 في قاعدة بيانات مختبر الدفع النفاث لأجرام النظام الشمسي الصغيرة

- الاكتشاف · مخطط المدار ·  العناصر المدارية · المعلمات المادية

- (26760) 2001 KP41 على موقع ويكي سكاي: DSS2, SDSS, GALEX, IRAS, Hydrogen α, X-Ray, Astrophoto, Sky Map, Articles and images